# Małgorzata (księżna Danii)
Małgorzata. księżna Danii, Małgorzata Duńska, Małgorzata Franciszka Ludwika Maria Helena, księżna Danii (ur. 17 września 1895 na zamku Bernstorff, w gminie Gentofte, zm. 18 września 1992 w Kopenhadze) – pochodziła z dynastii Schleswig-Holstein-Sonderburg-Glücksburg. Od 1921 księżna Burbon-Parmeńska.

## Życiorys
Córka Waldemara, księcia Danii (1858–1939) i francuskiej księżniczki, Marii Amelii Franciszki Heleny Orleańskiej (1865–1909). Miała czterech braci.
9 czerwca 1921 w Kopenhadze poślubiła księcia, René Karola Marię Józefa Burbon-Parmeńskiego (1894–1962). Poprzez ślub z katolickim księciem, René Burbon-Parmeńskim księżniczka Małgorzata oficjalnie straciła przynależność do duńskiej rodziny królewskiej, a także prawo do tronu. Para książęca mieszkała ze swoimi dziećmi przede wszystkim we Francji na zamku Eu.
W 1939 rodzina Burbon-Parmeńskich uciekła do Hiszpanii przed narodowymi socjalistami. Stamtąd wyemigrowała przez Portugalię do Stanów Zjednoczonych.

Herb książąt Parmy
Herb książąt Burbon-Parmeńscy
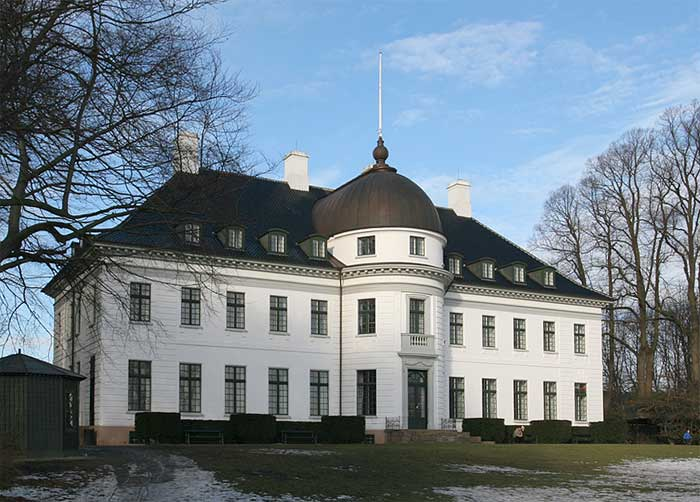
Zamek Bernstorff